# Укоопсоюз
Всеукраинский центральный союз потребительских обществ (Укоопсоюз) — украинская некоммерческая организация, деятельность которой направлена на представительство и защиту интересов потребительских обществ, союзов и их членов в соответствующих государственных и международных организациях. Также Укоопсоюз отвечает за координацию действий членов кооперации и за развитие и продвижение кооперативных идей. Союз создан 7 июня 1920 года, в нынешнем виде существует с 17 июня 1992 года.

## История
Потребительская кооперация Украины появилась и начала развиваться в конце XIX века. Первый потребительский союз в Российской империи был создан в 1866 году в городе Харькове. И уже с января 1866 года Харьковский потребительский союз начал хозяйственную деятельность. В целом, с 1866 по 1891 год в Малороссии было создано 16 аналогичных потребительских обществ.
7 июля 1920 года в Харькове представителями Днепросоюза, Объединения украинской рабочей кооперации, Союза потребительских союзов Юга России и Южного управления Центрсоюза создан Всеукраинский союз потребительских кооперативных организаций — Вукопсоюз.

### Изменения названия
Названия менялись несколько раз, но указание на кооперативную основу оставалось в названии всегда.
22 июня 1935 года постановлением президиума правления Вукопсоюза приняло решение о переименовании союза в Украинский союз потребительских кооперативных организаций — Укоопсоюз.
Через 11 лет союз был переименован в соответствии с решением Центрсоюза СССР от 12 августа 1946 года № 768: Укоопсоюз получил название «Украинский республиканский союз потребительских обществ Украины».
В последний раз союз изменил своё название после распада СССР. 17 июня 1992 года Пятыми сборами Совета Укоопсоюза XV созыва союз был переименован в Центральный союз потребительских обществ Украины. При этом аббревиатура «Укоопсоюз» была сохранена.

## Текущее состояние
На Украине Укоопсоюз ведет свою деятельность как на национальном, так и на региональных уровнях. Укоопсоюз объединяет областные потребительские организации, которые, в свою очередь, объединяют районные, городские и сельские потребсоюзы.
По данным на 1 октября 2011 года Укоопсоюз объединяет Крымский республиканский союз потребительских обществ, 21 областной потребсоюз, 219 районных союзов потребительских обществ, 198 районных потребсоюзов, 1721 сельпотребсоюзов и 192 городских потребсоюзов и 2928 других хозяйственных субъектов.
В числе учреждений образования Укоопсоюза Львовский торгово-экономический университет, Полтавский университет экономики и торговли, Винницкий и Хмельницкий кооперативные торгово-экономические институты, 19 колледжей и техникумов. Основная задача данных учебных учреждений — подготовка кадров для предприятий потребительской кооперации.
Деятельность союза регламентируется законами Украины «О кооперации» и «О потребительской кооперации», нормативными и законодательными актами, регулирующими деятельность потребительской кооперации, и уставом Укоопсоюза.

## Деятельность

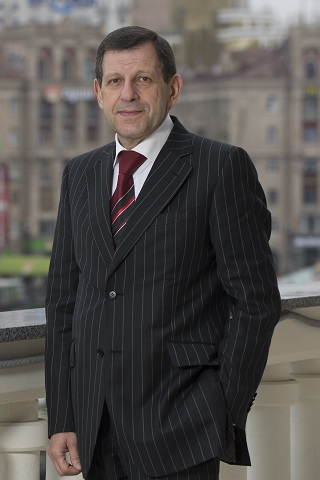
Председатель правления Укркоопсоюза И. Л. Гороховский

Объединение базируется на идеологической основе взаимопомощи между участниками организации, взаимодействии с целью ведения успешной экономической деятельности, дальнейшего развития кооперативного движения и кооперативной демократии. В Укоопсоюзе управленческие решения принимаются исходя из таких понятий как кооперативная взаимопомощь и развитие кооперативного движения.
В сферу деятельности Укоопсоюза входит розничная и оптовая торговля, ресторанное дело, производство (от хлебобулочных изделий и безалкогольных напитков до консервации фруктов и овощей, приобретенных у селян), бытовое обслуживание населения и другое. Основой союза в современной Украине являются предприятия среднего и малого бизнеса (рестораны, кафе, рынки, магазины, гостиницы, предприятия по производству хлебобулочных и кондитерских изделий, колбасной продукции, безалкогольных напитков и т. д.).
По состоянию на 1 сентября 2011 года, пайщиками Укоопсоюза являются более 500 тысяч человек. В составе Укоопсоюза функционирует 3 тыс. 300 ресторанов, 10 тыс. 500 магазинов, 265 производственных предприятий, 5 тыс. 700 объектов, которые предоставляют населению бытовые услуги.

### Международная деятельность
В системе мировой кооперации Укоопсоюз занимает активную позицию. С октября 1992 года Центральный союз потребительских обществ Украины является полноправным членом Международного кооперативного альянса. Укоопсоюз принимает активное участие в жизни альянса, представляя Украину на ассамблеях MKA, на международных форумах и семинарах, а также посещая страны-партнеры с официальными и деловыми визитами.
Кроме того, с 1 июня 2011 года Укоопсоюз является членом ассоциации «Лига национальных союзов кооперативных организаций потребительской кооперации стран Содружества Независимых Государств». Параллельно руководство организации в 2011 году вело переговоры о вступлении Укоопсоюза в Европейский союз потребительских кооперативов EuroCoop.. В результате переговоров было достигнуто соглашение о вступлении в организацию, и с 1 января 2012 года Укоопсоюз станет полноправным членом ЕвроКООП.

## Руководство
| №  | Годы правления              | Председатели правления               |
| -- | --------------------------- | ------------------------------------ |
| 1  | август 1921 — январь 1922   | Чиркин Василий Гаврилович            |
| 2  | март 1922 — октябрь 1922    | Затонский Владимир Петрович          |
| 3  | декабрь 1922 — апрель 1923  | Калманович Моисей Иосифович          |
| 4  | май 1923 — октябрь 1923     | Шлихтер Александр Григорьевич        |
| 5  | октябрь 1923 — декабрь 1924 | Ветошкин Михаил Кузьмич              |
| 6  | январь 1925 — январь 1930   | Генкин (Зейферт) Александр Борисович |
| 7  | февраль 1930 — февраль 1931 | Якубенко Игнат Иванович              |
| 8  | март 1931 — май 1933        | Михайлик Михаил Васильевич           |
| 9  | июнь 1933 — февраль 1934    | Бляхер Матвей Григорьевич            |
| 10 | март 1934 — сентябрь 1937   | Кузьменко Василий Денисович          |
| 11 | май 1938 — март 1944        | Дрофа Илья Трофимович                |
| 12 | апрель 1944 — июнь 1949     | Липовый, Вячеслав Леонтьевич         |
| 13 | июль 1949 — июль 1956       | Маликов Степан Фёдорович             |
| 14 | август 1956 — февраль 1964  | Сай, Николай Петрович                |
| 15 | март 1964 — июль 1981       | Колесник, Феодосий Дмитриевич        |
| 16 | август 1981 — август 1991   | Литвиненко, Сергей Васильевич        |
| 17 | октябрь 1991 — май 2011     | Бабенко, Станислав Григорьевич       |
| 18 | май 2011 — сентябрь 2013    | Гончаренко Владислав Васильевич      |
| 19 | сентябрь 2013 — май 2014    | Гончаренко Василий Дмитриевич        |
| 20 | июль 2014 — наст. время     | Гороховский Илья Леонидович          |